# Xanthia purpurago
Xanthia purpurago är en fjärilsart som beskrevs av Franz Dannehl 1929. Xanthia purpurago ingår i släktet Xanthia och familjen nattflyn. Inga underarter finns listade i Catalogue of Life.